# Rue de la Grange-Batelière
Rue de la Grange-Batelière är en gata i Quartier du Faubourg-Montmartre i Paris 9:e arrondissement. Gatan är uppkallad efter den medeltida befästa gården Grange-Batelière (riven år 1847). Rue de la Grange-Batelière börjar vid Rue Drouot 12 och slutar vid Rue du Faubourg-Montmartre 19. Gatan invigdes i december 1846.

## Bilder
| - Gatuskylt. - Den befästa gården Grange-Batelière (till höger) på Truschets och Hoyaus karta över Paris från år 1552. - Notre-Dame-de-Lorette. - Saint-Eugène-Sainte-Cécile. |

## Omgivningar
- Notre-Dame-de-Lorette
- Saint-Eugène-Sainte-Cécile
- Passage Verdeau
- Rue Rossini

## Kommunikationer
- Tunnelbana – linjerna  och  – Grands Boulevards
- Tunnelbana – linje  – Le Peletier
- Busshållplats Provence – Faubourg Montmartre – Paris bussnät, linjerna 74 85

### Webbkällor
- ”Rue de la Grange Batelière”. Mairie de Paris. https://web.archive.org/web/20190905050812/http://www.v2asp.paris.fr/commun/v2asp/v2/nomenclature_voies/Voieactu/4254.nom.htm. Läst 8 mars 2022.
- ”Rue de la Grange-Batelière (9ème arrondissement)”. Les rues de Paris. https://web.archive.org/web/20180103053432/http://www.parisrues.com/rues09/paris-09-rue-de-la-grange-bateliere.html. Läst 8 mars 2022.